# 落窪物語
《落窪物語》（日语：／ Ochikubo-monogatari），全文共四卷，為日本的物語文學之一，出現在約十世紀的日本平安時代初期，作者亡佚。故事內容近似於格林童話中的《灰姑娘》，和唐朝《酉陽雜俎·叶限姑娘》。

## 故事內容
平安時代某天皇朝，有一名中納言源忠賴。源忠賴和北之方間共有三男四女，而和另一位皇女某，亦有一花容月貌的女兒。後來皇女某過世，源忠賴便將該女接回家中撫養。
接回家中後，由於此女出身高貴（皇女所出），又美若天仙，因此引起北之方的忌妒，之後北之方強迫她住在破舊低窪的房間，並要眾人稱此女為「落窪姬」，且由於北之方的諂媚，中納言源忠賴並沒有對落窪姬伸出援手。
北之方夫人並將落窪姬當作丫鬟，強迫其打雜。而因落窪姬擅長女紅等針線活，北之方夫人便將原本由他人所做的針線活，全數交由落窪姬負責，之後又因落窪姬擅彈琴箏，北之方夫人便命落窪姬教導自己所生的三公子彈琴，而這三公子也是家中唯一同情落窪姬遭遇的人。
落窪姬身邊原有一個女房，名為阿漕，也隨著落窪姬進入中納言家中，但北之方夫人在將落窪姬當作一般侍女後，便命阿漕離開落窪姬，前往服侍新婚的三之君。三之君的丈夫藏人少將身邊有一隨從名為帶刀，阿漕和帶刀戀愛，而帶刀的母親是右近少將道賴的乳母，也因為這層關係，使得道賴得知落窪姬的遭遇。
道賴少將在聽聞落窪姬的遭遇和身世後，起了愛慕之心，便送和歌給落窪姬，落窪姬起初不加理會，最後是道賴少將強同落窪姬結為夫妻，並許諾將落窪姬帶離中納言家。
這件事情被北之方知曉後，北之方大為反對，因為她原本打算將落窪姬強嫁與自己的親戚某兵部少輔；落窪姬經過反抗後，被北之方幽禁起來，之後是道賴少將將落窪姬救出，並報復了中納言一家，最後道賴少將將落窪姬帶離，兩人結為連理。

## 另見
- 灰姑娘
- 葉限
- 大豆紅豆傳（朝鲜语：콩쥐팥쥐전）
- 碎米細糠